# Narathura unda
Narathura unda är en fjärilsart som beskrevs av Evans 1957. Narathura unda ingår i släktet Narathura och familjen juvelvingar. Inga underarter finns listade i Catalogue of Life.